# Carl Ludwig Hübsch

Carl Ludwig Hübsch

Carl Ludwig Hübsch (* 1966 in Freiburg im Breisgau) ist ein deutscher Jazz- und Improvisationsmusiker (Tuba).

## Leben und Wirken
Hübsch lernte zunächst Klarinette, wechselte dann zum Schlagzeug und 1983 von der Klarinette zur Tuba. Er studierte meist autodidaktisch, aber auch an der PH Freiburg Schlagzeug, Gesang und Elektronische Musik sowie Harmonielehre und Tonsatz und war später Gaststudent in der Kompositionsklasse von Johannes Fritsch an der Hochschule für Musik in Köln. Er hat eigene Gruppen (etwa Primordial Soup mit Frank Gratkowski, Michael Griener und Axel Dörner) gegründet und war mit Gratkowski, Schubert und Norbert Stein einer der vier Leiter/Komponisten des James Choice Orchestra. Seit 1989 kommt es zur Zusammenarbeit mit Musikern wie Arthur Blythe, Lester Bowie, Jasper van’t Hof, Paul Lytton, Hannes Zerbe, Willem Breuker, Tomasz Stańko, Pinguin Moschner, Thomas Lehn, Ernst Reijseger, Gunda Gottschalk, Harald Kimmig, Lê Quan Ninh, Uli Böttcher, Sebastian Gramss oder Tim O’Dwyer. 1994 gründete er mit Chris Weinheimer, Tom Lorenz, Robert Schleisiek und Ole Schmidt die Gruppe Post No Bills, die sich neben der Jazzmusik besonders der Improvisationsmusik und der Neuen Musik (z. B. John Cages „Variations“ und „Number Pieces“ und Christian Wolffs „Exercises“) widmet.
Neben der Tätigkeit in verschiedenen Bandprojekten und Orchestern gibt er Solokonzerte sowie Workshops für Blechbläser. Hübsch richtete das SWR New Jazz Meeting aus; unter dem Titel hübsch acht kombinierte er sein seit 2000 bestehendes Trio Universe mit Matthias Schubert und Wolter Wierbos sowie sein Quartett Drift mit Isabelle Duthoit, Joris Rühl und Christian Lillinger zum Oktett mit Philip Zoubek und dem Elektroniker Joker Nies. Zu hören ist er auch auf Simon Rummels Album Singinging (2023).
Der Jazzpot-Preisträger 2003 ist an zahlreichen Radio- und CD-Produktionen beteiligt und auf zahlreichen europäischen Festivals, aber auch auf dem mexikanischen Encuentro de jazz 

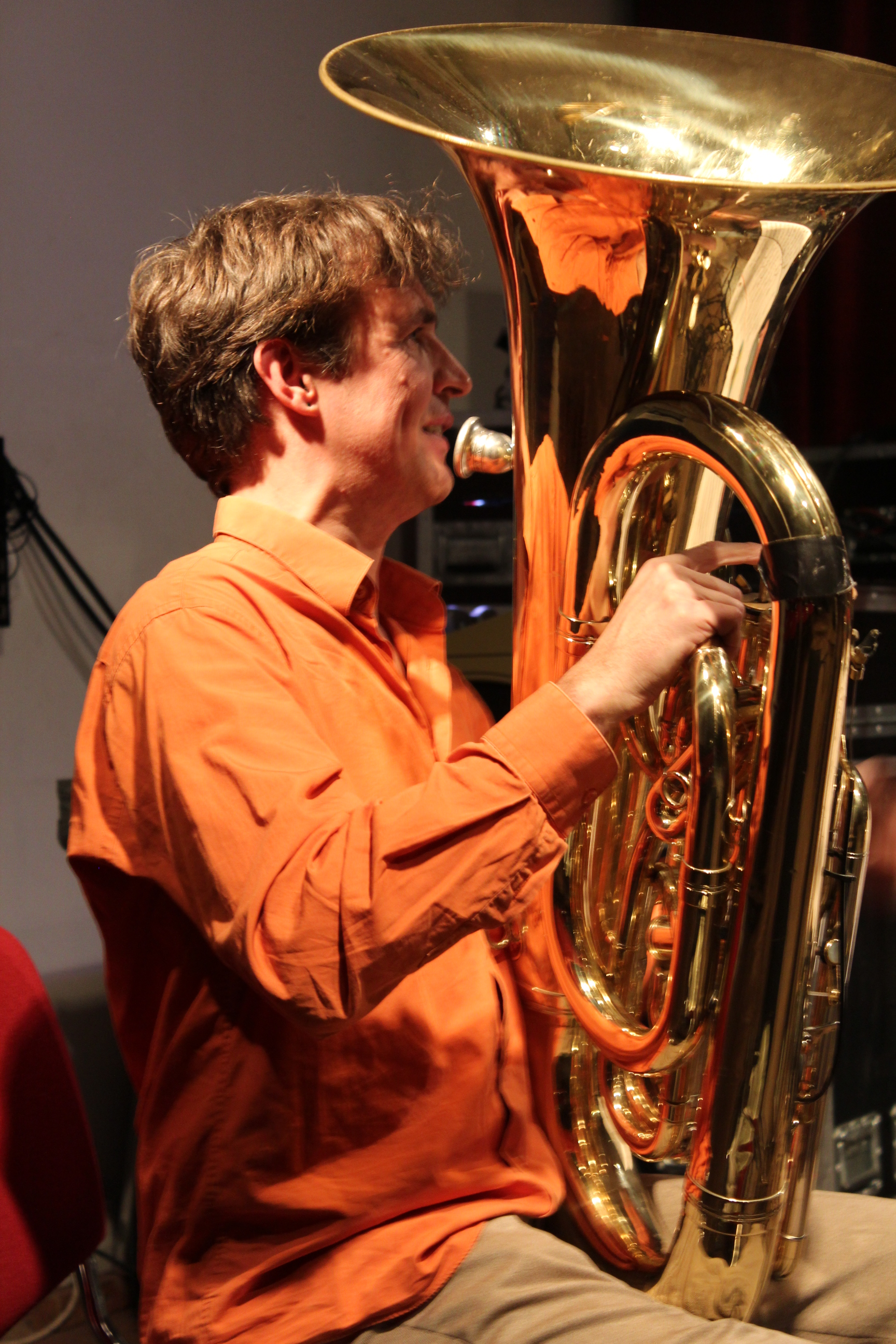
Carl Ludwig Hübsch beim New Jazz Festival 2012

in Monterrey aufgetreten.

## Diskographische Hinweise
- Der erste Bericht (In + Out, 1997)
- Carl Ludwig Hübsch, Claus Van Bebber, Jaap Blonk  – Improvisors (Kontrans, 2002)
- 119 Arten Zu Beginnen (2003)
- Carl Ludwig Hübsch’s Longrun Development of the Universe 2 – Is This Our Music? (Neos Jazz, 2005)
- The Universe Is a Disk (Leo Records, 2008)
- Carl Ludwig Hübsch's Longrun Development of the Universe: the Creators Bend a Master Plan (Neos Jazz, 2010)
- Souped-Up (Jazzwerkstatt, 2011), mit Michael Griener, Frank Gratkowski
- Die Sache An Sich (Free Elephant, 2008)
- Carl Ludwig Hübsch, Christoph Schiller – Giles U. (Another Timbre, 2010)
- Hübsch, Martel, Zoubek: June 16th (Schraum, 2013), mit Pierre-Yves Martel, Philip Zoubek
- Hübsch Acht: Metal in Wonderland (Unit Records, 2014)[2]
- Rowetor 04 | Rowetor 03 (Tour de Bras, 2017)
- Carl Ludwig Hübsch, Pierre-Yves Martel, Philip Zoubek: Otherwise (Insub Records, 2018)
- Antoine Beuger, Carl Ludwig Hübsch, Pierre-Yves Martel:  Dedekind Duos (2020)